# مینروینو مورجه
مینروینو مورجه (به ایتالیایی: Minervino Murge) یک کومونه در ایتالیا است که در استان بارلتا-آندریا-ترانی واقع شده‌است.

## خصوصیات
مینروینو مورجه ۲۵۵٫۳۸ کیلومترمربع مساحت و ۹٬۵۲۸ نفر جمعیت دارد و ۴۴۵ متر بالاتر از سطح دریا واقع شده‌است.